# 1959年藏区骚乱
1959年藏区骚乱（另稱西藏起义、西藏抗暴运动、西藏武装叛乱）是1959年3月一場於藏區發生的武裝衝突，以拉萨最为激烈。中国人民解放军武裝鎮壓后，將土地改革擴展到原噶廈控制區，原本《十七条协议》也正式廢止。原西藏政府首腦第十四世达赖喇嘛與高官流亡到印度，成立西藏流亡政府，主張西藏独立和大藏區自治。

## 背景

### 解放军進入西藏
1949年年底，中国人民解放军进入青海、西康、四川等地区，与此同时，西藏政府为了防范解放军进入，在1949年7月发起第二次驅漢事件，将中華民國國民政府蒙藏委員會拉薩辦事處的人員驱逐出西藏。1950年解放军开始准备進军西藏，1950年10月7日，由军官王其美率领的解放军四万余人分八路向康区首府昌都进军，爆發昌都战役，八千余人的藏军不敌，其中四千餘人遭解放軍殲滅。两天后解放军继续向昌都进军，俘获多麦总管阿沛·阿旺晋美及其手下士兵。
毛泽东和朱德署名于1929年发布的《红军第四军司令部布告》中，曾提出“满、蒙、回、藏，章程自定”的口號，但后来经历抗日战争时期，中国共产党逐渐开始主张各民族团结联合。毛泽东認為西藏仍然受「英帝國主義」的影響、提倡民族自決會被英国人所利用。受此影響，中国共产党考虑参照国民党政府时期「德化威服」的政策，开始明确对西藏的主权。
1950年10月17日，面對中國人民解放軍的軍事力量，在西藏眾多僧侶的要求下，第十四世達賴喇嘛丹增嘉措提前正式親政，處理政教事務。隨后丹增嘉措被迫離開拉薩，暫居西藏南部的錯模避难。 在打败西藏东部和北部的藏军之后，解放军约几万人向西藏中部地区推进。西藏噶厦政府代表团不得不前往北京进行和谈。
1951年4月，以阿沛·阿旺晋美为首的五人代表团前往北京。1951年5月23日，西藏代表团在没有向西藏政府彙報的情况下，与中華人民共和国政府签订了《中央人民政府和西藏地方政府关于和平解放西藏办法的协议》，协议一共十七条，规定：“西藏人民团结起来，将國民黨與帝国主义侵略势力驱逐出西藏；西藏地方政府积极协助人民解放军进入西藏，巩固国防；西藏实行民族区域自治；西藏现行政治制度和达赖喇嘛、班禅额尔德尼的固有地位及职权，中央不予变更，各级官员照常供职；实行宗教信仰自由的政策，尊重西藏人民的宗教信仰和风俗习惯；逐步发展西藏民族的语言、文字和学校教育，以及农牧工商业，改善人民生活；西藏地区的涉外事宜，由中央统一管理。”协议还明确规定，有关西藏的各项改革事宜，中央不加强迫，西藏政府自动进行改革。
1951年5月27日，達賴喇嘛從北京的廣播中得知签订和平解放西藏十七條協定的消息。7月，張經武將軍抵達錯模會見達賴喇嘛，打算讓達賴喇嘛與解放軍軍隊一同進入拉薩。但達賴喇嘛堅持自己先回拉薩，8月，流亡在外大半年的達賴喇嘛回到拉薩。
噶厦政府以达赖喇嘛名义于1951年10月24日致电中国共产党中央委员会主席毛泽东，表示“双方代表在友好基础上，已于1951年5月23日签订了关于和平解放西藏办法的协议。西藏地方政府及藏族僧俗人民一致拥护，并在毛主席及中央人民政府的领导下，积极协助人民解放军进藏部队，巩固国防，驱逐帝国主义势力出西藏，保护祖国领土主权的统一”。班禅喇嘛和堪布厅也发表声明，指出协议“完全符合中国各族人民，特别是藏族人民的利益”。同年10月26日，中国人民解放军进驻拉萨。
1951年10月26日及27日，三千余解放军进入拉萨。另外，从西藏东部和新疆等地有两万余解放军进入西藏，并控制了日土、噶尔等重要地区，随后又进驻江孜、日喀则等地。于是，拉萨在内的西藏全部主要城市都有解放军驻守，并在西藏东部和西部的整个地区集中大量的军队。

### 噶厦控制区
从政治背景、语言等方面划分，藏区可以分为三部分：达赖喇嘛与噶厦政府直接控制的卫藏（今西藏自治区中、西部），以及由中央人民政府控制的康區（今四川省西部，云南省北部及西藏自治区东部）和安多（今青海省南部，甘肃省南部与四川省阿坝藏族自治州北部）。安多在中华民国时不受噶厦政府管辖，安多地区被分別劃入甘肃省，四川省和青海省。康区西部被噶厦政府控制，噶厦政府設立朵麥基巧，管辖昌都地區，而康区东部地方武装因领土纠纷和噶厦政府的军队曾发生多次武装冲突，然而当地民众大多数信奉藏传佛教并承认达赖喇嘛的宗教地位。解放軍入藏后，中华民国1939年設立的西康省被取消，并入四川省与云南省，而康区西部则仍为噶厦政府管辖。
在中华人民共和国的政策中，例如《十七条协议》等，“西藏”一词只针对“政治西藏”，即由噶厦政府控制的卫藏地区，而不包括由四川省、青海省管理的安多、西康藏区。1959年藏区骚乱前，大规模的武裝衝突则主要发生在中央人民政府控制的康区，而1959年后与解放军作战的也主要是来自康区的武装分子。
根据《十七条协议》的规定，中华人民共和国政府不应强迫噶厦政府在其控制的卫藏和康区西部进行土地制度改革。1956年底，因达赖喇嘛参加佛诞后滞留印度，总理周恩来又承诺六年之内不进行改革，而六年之后由达赖喇嘛度情决定是否改革。然而，这些政策只适用于达赖喇嘛管辖的卫藏，并不适用于不受达赖管辖的康區和安多两个藏人聚居区。根据《十七条协议》的规定，噶厦政府需要负责为驻藏解放军部队提供供给。然而，当时拉萨只有两三万名市民，且运输设施落后，供給三千名驻拉萨解放军非常困难。
解放军官兵和共产党地方干部由于受到比较系统的共产主义教育，往往认为藏族非常宗教化的传统，如藏族服饰、占卜等习俗，是“落后”的表现，共产党地方干部改革心切。然而藏族群众则对这些传统非常自豪，由此引发了一些宗教、民族矛盾。因为西藏地区的特殊性，为了防止基层干部走极端而触发矛盾冲突，中央对噶厦政府管辖地区采取了比较谨慎的态度，一再要求地方干部不搞土改与民主改革，并将西藏问题决定权收归中央。
由於政策失误，比如所謂民主改革即以罚款和没收的方式摧毁“封建”，收缴民间生活獵槍，摧毁寺院，安插基层眼線等等，文化不同造成衝突扩大化与饥荒，又如在进行牧业合作化的时候，富裕的牧民拥有的牲畜放到公私合营牧场，给的价格非常不合理；牲畜比较少的牧民拥有的牲畜没收，联合起来成立“合作社”。牧民普遍不接受，有些部落反抗，有些部落逃跑，也加剧了康區与安多地区民族矛盾，引发了更严重的骚乱。部分康區地方武装和饥民进入噶厦政府控制地区，使卫藏局势也十分紧张。至1959年，驻拉萨的解放军根据中央指示已经开始进行备战，人數達到上千之多，而康區游击队则占领了山南地区。随着康區难民涌入拉萨，紧张的拉萨局势也更为恶化了。

### 四川与青海藏区
在1955年之后，中国共产党在四川、青海等不受达赖管轄的藏區强制推行人民公社制度，进行“大躍進”运动，并以推翻“三大领主”的名义大量摧毁寺院，强迫僧人还俗。由于当地藏人对这些政策的不满，安多和康区先后爆发武装冲突。達瓦諾布教授認為更深層的原因是這些政策與西藏以藏傳佛教為基礎的價值系統與團體衝突。:81
推行人民公社制度时，为了推行“合作化”的指示，采取了不当的牲畜入社政策，牧民反抗强烈，生产积极性低迷。例如1959年5月30日青海省委〈关于牧业区牲畜入社问题的指示〉指出：
公社化初期，我們對牧業區的經濟特點和處理牲畜入社問題的重要意義認識不足，不適當地採取了不分階層、不論牲畜多少，一律無代價入社的辦法，入社後又忽視了生產隊的所有制和「按勞分配」原則，加之牧業區大多數地區只經過幾個月初級合作化過程，個別地區剛辦起高級合作社就轉為人民公社，以致許多群眾誤認為「牲畜都成了公家的」，他們是給公家「當牧工」，因而不愛護牲畜，丟了不找，病了不治，死了不剝皮。
1960年以前人民公社存在比较严重的一平二调现象，公社管理干部抽调大量牧民进行当地不适宜进行的农业种植工作，造成牲畜大量死亡。
中華人民共和國政府在處理安多、康区武裝衝突的过程中，又扩大抓捕，例如青海省给中央的报告显示仅1958年一年就抓捕了全省藏族人的10%。扩大抓捕造成了青壮劳动力的下降。这些被捕者直到1981年平反冤假错案过程中，绝大多数被确认为冤案，才获释放。与全国其他省份相似，大跃进时期四川、青海、甘肃的藏区也出现了虚报产量风，引发过度征缴。这些因素在安多和康区引发了比较广泛的饥荒。

#### 徵糧
中共進入藏區後，逐年大幅提高糧食徵收量。康定縣1939年糧食徵收量為的43,082 斤，1950年應徵額為364,548斤，實徵額為379,366斤，是1939年的8.8倍；1955年應徵額為545,3 95斤，實徵額為463,437斤，比1950年又增加了22.2%。丹巴縣1952年糧食徵購量為3.7萬斤，1954年徵購統購總數為70萬斤，兩年間增加了18倍；1955年為159.2萬斤，年增加率高達127%。1953年理塘徵購糧食九萬斤，1954年提高到二十萬斤，增加122%，1955年雖減為十四萬斤，仍比1953年增加55%。

#### 1956年大規模武力衝突
1956年1月初，中共理塘縣工委開始部署農區土改前期的「三項改革」。……1月中旬，理塘縣工委宣布為了實現「和平改革」令藏人上繳武器。……收到交槍命令後，毛椏土司索南旺杰、理塘寺副堪布澤旺仁真，以及日格艮巴、定雍阿稱、亞瑪登珠等人開會討論局勢，決定反抗。
從兩方資料來看，理塘之戰有好幾個回合，解放軍援軍趕到之前，雙方已經有過幾次激戰。藏人人數較多，但沒有重武器；解放軍人數較少，但武器精良，彈藥充足，雙方各有較大傷亡。
理塘寺之戰，兩方都留下了許多傳說。一個在理塘駐軍中流傳的版本是：理塘寺攻堅失利後，四川軍區急電中共中央軍委。中共中央軍委委員兼國防部長彭德懷聞訊大怒，吼道：「派飛機，給我炸！」。3月29日上午，兩架圖-4轟炸機從陝西武功機場隆隆起飛，飛向理塘。機上攜帶十二枚一型子母彈，亦稱250公斤級一型集束炸彈。3月30日上午，寺院北門和辯經院被解放軍攻破。藏人一方投降。
在《甘孜州志》中，關於這場激戰的記載十分簡單：「3月30日，解放軍某部圍殲據守理塘喇嘛寺的叛亂武裝，擊斃匪首毛埡士司所隆旺吉（按：即索南旺杰），理塘縣城解圍。」
理塘之戰前後持續了近三周，可能是康區最慘烈的戰鬥。藏人死亡人數一說八百，一說兩千；官方文件中只有「俘敵一千三百餘人」這個數字。《甘孜藏族自治州軍事志》提供的資料是「殲滅叛首毛埡土司以下2,004人（斃311、傷80、俘1,613），但這個數字只是3月30日解放軍向理塘寺發動最後總攻時，當時在寺院中的藏人死傷俘數字，並非理塘之戰的全部數字。有關解放軍方面傷亡，僅能查到65團共傷亡259人。
1956年3月至4月，中國人民解放軍空軍遠程重型轟炸機獨立4團完成了組建以來的第一次實戰，轟炸目標為理塘長青春科爾寺、鄉城桑披寺和巴塘康寧寺。近一個月的作戰期間，獨4團完成了二十九架次物質空投，並在三天內進行了二十一架次轟炸，共投下約三百枚集束炸彈。这一波镇压中藏人死伤总人数，迄今仍未公布。

## 經過

### 拉薩事件
1959年2月7日（藏曆年廿九），中国人民解放军西藏軍區副司令员鄧少東與丹增嘉措觀賞賀年金剛舞時閒聊，閒聊間丹增嘉措決定在2月21日大法會的考試後擇日去看西藏軍區文工團演出（是鄧少東邀請還是丹增嘉措主動提出，史料矛盾極爭議），又因燈光與佈景技術困難，丹增嘉措同意不按慣例在羅布林卡宮殿觀賞，而是3月10日移駕軍區禮堂觀賞。
達賴出行按傳統禮儀有25名藏軍警衛團全程隨行仪仗，而西藏軍區慣例不許外部軍人進入，加上在藏軍不知情下軍區內正在修築備戰工事，軍區副司令員鄧少東拒絕藏軍警衛團隨行入軍區。鄧少東安排達賴來軍區禮堂看演出，是燈光與佈景技術困難的不得已之舉，本意是舒緩緊張局勢。中国大陆异议人士李江琳认为，此举結果給自己造成難題，至今中華人民共和國政府出版物均避而不談「拒絕藏軍警衛團隨行入軍區」。噶廈高層官員認為不遵從達賴出行傳統禮儀是極不尊重，加上當月（3月）在青海和川邊發生了喇嘛被政府邀去「學習班、宴會」遭誘捕的前科，令上層官員憂慮其安全。
丹增嘉措堅持出行，兩名孜仲（僧官）益西隆珠、巴什·阿旺丹均見無法勸服，蓄意曝光其保密行程，然而消息經謠傳變成「漢人準備帶走達賴」甚至「達賴已被劫走」，各地藏民蜂湧包圍羅布林卡，請求丹增嘉措取消軍區之行，後改為要求丹增嘉措撤換隨行藏軍警衛團，由包圍民眾另組衛隊護送出行。
藏民群眾控制了罗布林卡内的三位噶伦，並在大街上張貼海報、呼口號，要求中国共产党離開西藏，最后演变为大规模起義。噶伦阿沛·阿旺晋美及帕巴拉·格列朗杰等几位亲中共派噶厦官员在军区内寻求保护，而帕巴拉·格列朗杰的哥哥索朗降措则被藏民杀死。围困罗布林卡的群众推举了一百余名代表成立了人民会议，实际上取代了噶厦政府的权力，形同政变。
3月11日，中共中央副主席劉少奇召集周恩來、彭真、彭德懷、陳毅、楊尚昆、徐冰等人開會，討論西藏局勢。當晚11時，中央電令駐紮在成都的第54軍組織一個小型指揮所，即「丁指」，由軍長丁盛率領入藏，統一指揮步兵第134、第11師作戰；同時命令成都軍區副司令黃新廷組織「黃指」指揮步兵第130師、昆明軍區第42師前線指揮部和昌都警備區部隊，負責昌都作戰。同時，中央電示西藏工委，通知他們「中央軍委正在積極進行軍事準備」，並在軍事、政治、宣傳等方面做出一系列具體指示。3月12日，國防部長彭德懷在北京主持第167次軍委會議，確定西藏作戰的軍事準備工作。「拉薩事件」爆發後，中共最高層從一開始就無意「政治解決」以避免流血。
3月15日，中央軍委向成都、蘭州、昆明軍區下達入藏預令。3月16日「拉薩事件」一周後，中共軍事部署已近完成。而在拉薩，達賴喇嘛的侍從長帕拉和噶倫們秘密安排的出走計畫亦近完成。
3月17日拉薩時間（比北京時間晚兩小時）下午約2時，達賴喇嘛與噶倫們在羅布林卡的金色頗章內開會，討論如何給譚冠三和阿沛回信。
3月17日下午3時，劉少奇主持中共中央政治局會議，從武昌返京的總參謀長黃克誠在會上轉達毛澤東對西藏問題的指示。該會議正式文本迄今未發表，但與會者楊尚昆在日記中記下了會議的要點：
一、同意中央方針，搞下去，好形勢，總算在政治上爭取了主動；二、盡可能不讓達賴走，將來要放也容易，反正在我們手裡，萬一跑了也不要緊；三、進藏軍隊包圍拉薩，包起來有利，可以分化，「圍而不攻」爭取4月10日前到達，如拉薩不打，即先以一個團進山南，控制要點，斷後路；四、平叛重點放在拉薩、山南，其他地區慢一步；五、說平叛，不提改革，在平叛下改革，區別對待：先叛先改，後叛後改，不叛不改；六、同意軍委對於軍隊入藏的布置；七、外交處理同意指定地點的辦法；八、不要登報，內部通報，進藏軍隊要出布告；九、移民不宜太急；十、班禪態度如何，為何至今無消息？
就在北京和拉薩的兩個會議正在分別進行的時候，情況突然發生戲劇性變化：青藏公路運輸站民兵曾惠山朝羅布林卡發射了兩發炮彈。

### 拉薩戰役
3月17日，解放军运输站民兵向羅布林卡北门方向发射两枚迫击炮弹，造成极度恐慌。达赖喇嘛依然未下定决心，决定请求神谕。乃琼护法执行神谕舞蹈，并给出了当夜就走的神谕后，达赖喇嘛携带母亲、姐姐、姐夫彭措扎西、弟弟阿里仁波切、三名噶伦索康、柳霞、夏苏、经师林仁波切、副经师赤江仁波切，护法及随行藏军等600人随马队逃离拉薩，向南进入四水六岗衛教志願軍活动的山南地区。根据中国内地出版的多部书籍，引发达赖出走的两发炮弹是由一名叫曾惠山的经济警察私自发射的。例如解放军士兵吉柚权所寫《西藏平叛记实》称
叛亂武裝……連續三次向青藏公路管理局拉薩運輸站進行挑釁性射擊，密集的槍彈打壞了該站許多門窗，氣焰非常囂張。該站的經濟警察曾惠山對叛亂武裝的這種挑釁非常氣憤，沒有請示任何人就用60迫擊砲還擊了兩發砲彈，砲彈落在羅布林卡北面圍牆以北兩百至三百米處爆炸……
然而1959年3月的新華社公报解釋「平叛」，對17日「叛亂武裝發動了進攻」一事卻一字不提，而「經濟警察擅自開砲」也沒有公布徹查結果，都是疑點。
3月17日，中共中央政治局會議的意見是：「我們現在工作的立足點已不是等待原來西藏政府一些上層分子覺悟，而是堅決平叛，全面改革。」
3月19日，中共中央政治局开会一整天讨论西藏问题。参加会议的杨尚昆当日日记 中写道：“據西藏工委報告：達賴已在16日或17日向南逃走。”，显示当日中共中央初次获悉达赖出走，但还未能确定出走具体日期。
1959年3月中旬，中共中央軍委在蘭州召開「平叛現場會」。副總參謀長楊成武在會議期間做〈關於平叛作戰問題的總結〉報告，指示成都軍區「擬使用十七個團又七個營的兵力，計畫集中主要兵力重點平息石渠、色達和理塘地區的幾股叛亂武裝」。3月20日，即「拉薩戰役」打響的當天，中央軍委批轉這份報告。成都軍區據此做出1959年作戰計畫，擬在年內「基本平息幾股叛亂武裝，進一步肅清分散殘匪，首先平息石渠叛亂，而後東西夾擊，緊殲色達叛匪」。同月，成都軍區副司令黃新廷主持康定軍分區作戰會議，做出軍事部署。
3月20日，根据前一天的中央会议精神，中国人民解放军西藏军区开始了拉萨战役，炮击罗布林卡和布达拉宫等藏军据点。中华人民共和国政府认为，战斗是由藏军19日对驻拉萨解放军开始进行进攻挑起。
3月22日，在解放军猛烈攻势下，药王山、大昭寺、小昭寺、布达拉宫等藏军据点相继被攻克或投降，拉萨市内的骚乱平息。
3月25日，毛澤東在上海錦江飯店召集中共中央政治局常委擴大會議，會上鄧小平傳達中共中央政治局常委對西藏和中印關係的幾點意見，同時制定了宣傳策略：「要聲討西藏上層叛亂集團，但對達賴還要留有餘地，還是用『叛亂集團劫持達賴』的說法」，同時「宣布由班禪出任西藏自治區籌備委員會的代理主任」。
3月26日，在山南地区的隆子宗，噶倫赤巴索康代表达赖喇嘛宣布成立临时政府。
3月27日上午11時至下午2時，鄧小平主持政治局常委會，討論新華社公報。毛澤東親自做了修改。
3月28日，周恩来宣布解散噶厦政府，由西藏自治区筹备委员会接替其职权，并即日起在全藏实行「民主改革」。
3月29日，《人民日报》发表了由毛泽东亲自定稿的《新华社关于西藏叛乱事件的公报》 ，认定此次事件为噶厦政府与“地方反动集团”所策划：
新华社1959年3月28日电
西藏地方政府和上层反动集团，违反西藏人民的意志，背叛祖国，勾结帝国主义，纠集叛匪，于三月十九日夜间在拉萨向人民解放军驻军发动武装进攻。我英勇的人民解放军驻西藏部队奉命讨平叛乱，已在二十二日彻底地粉碎了拉萨市区的叛匪。现在我军正在西藏僧俗各界爱国人民的协助下，继续向西藏一些其它地方的叛匪进行扫荡中。...
流亡藏人茨仁夏加不同意公报所說「西藏上層反動集團策動的武裝叛亂」，认为“西藏貴族、喇嘛們當天都在解放軍總部接受慇勤款待，不可能策動叛亂”。中国大陆异议人士李江琳认为，“中共中央早就想打，早就策劃「總決戰」以掃除在西藏進行土地改革的障礙，只需要找到藉口打破《十七條協議》中「不改變西藏現狀」的約束。拉薩藏人集會抗議，給了中共一個開打的理由”。
这篇公报确立了中华人民共和国政府的官方立场，即达赖喇嘛是被劫持出走。此后虽达赖喇嘛多次否认，中华人民共和国政府仍坚持此立场。
在三月十日拉萨叛乱爆发以后，达赖喇嘛曾三次给中央驻藏代表来信，说明他已被反动分子劫持，并且表示正在尽一切可能设法处理反动集团的违法行为。中央代表在复信中欢迎达赖喇嘛这种态度，同时表示仍然希望西藏地方政府改变错误态度，负责平息叛乱。但是，这些反动分子不但毫不悔改，还决心扩大叛乱。他们在三月十七日悍然将达赖喇嘛劫出拉萨，并且在三月十九日夜间向人民解放军驻拉萨部队发动了全面进攻。和平解决的希望消灭了。西藏反动势力最后选定了使他们自己走向灭亡的道路。
3月31日，达赖喇嘛等一行到达印度实际控制的达旺地区，開始了与八萬西藏人一起的流亡生涯。
根據官方公布的資料，「拉薩戰役」中藏人死傷俘人數為5,360人，其中死亡545人，傷、俘4,815人。

### 石渠戰役
1959年4月下旬，甘孜軍分區司令孔誠、副司令白玉璋為前指總指揮，開始康區第二波鎮壓中之「石渠色達戰役」。這場戰役總共動用了康定軍分區第1、2、9、13團，茂縣軍分區8、10團，西藏騎兵團、154團，蘭州軍區騎一師，165、182、183團等約十四個團的兵力。
「石渠戰役」為第一階段。按部署，全部兵力分為南、北、西三線。西、北兩線形成一個大包圍圈，從石渠北部、德格西部將石渠包圍，南線的機械化部隊猶如一柄利刃，居於西、北兩線之間。包圍圈完成後，康定軍區1、9團，西藏軍區154團，蘭州軍區182、183圈等主攻部隊，將於4月20日開往石渠，發動進攻。
「石渠戰役」結束後，解放軍即集中進攻色達，此為第二階段。

### 色達戰役
1958年以來，色達處於全民反抗狀態。由於軍隊圍追堵截，前往拉薩的難民被迫逃往西北。 而早在1958年8月，中央軍委就已下達「空中打擊」的命令，空軍飛行員對「叛匪」的判斷十分簡單：「我們在空中首先發現的就是羊群，往往是老遠就可看到成百上千隻雪白的綿羊在悠閒的吃草，靠近了羊群就會發現它們身邊的犛牛，還有零星的帳篷，就基本可斷定這就是叛匪了。而以此作為判斷，事實上高原所有的牧民部落都符合這一標準。
10月24日「色達圍殲戰」結束。約八個團的兵力共「殲敵及爭取三千餘人，繳槍一千九百餘支，使四千多名群眾返回家園」。數據顯示，被「殲滅」的人中，擁有槍的人數僅佔總人數的27% 。

### 山南戰役
1959年3月17日，第54軍134師師長白斌、政委藍亦農、卜占亞奉中央軍委之命，率該師分別從蘭州、武威、享堂出發，沿青藏公路入藏。28日，該師400團進駐甘丹寺，402團作為先頭部隊到達拉薩，進駐色拉寺。兩天後，401團及其他部隊分別趕到拉薩，進駐拉薩市和哲蚌寺。
3月29日，西藏軍區召開軍事會議，部署「山南戰役」。按照毛澤東的指示「山南戰役」的目標是「蕩平其所謂根據地」，作戰方針為「封鎖該段中央實際控制線（麥克馬洪線），以便關鬥緝盜」。
4月20日，經歷兩次合圍失利，山南戰役基本結束，衛教軍最終得以整軍撤出，因而藏人的武裝反抗得以持續到1970年代。

## 后续
1959年6月20日，达赖喇嘛宣佈不承認《十七條協議》，並聲明《十七條協議》是西藏噶廈和西藏人民在武力逼迫下簽訂的。西藏流亡政府指，当年由阿沛·阿旺晉美率领的5人谈判代表团是在中华人民共和国中央人民政府的逼迫下与之签署17条和平协议的。当时他们在无法通知西藏噶廈的情况下，以个人名义在协议上签名，文件上的印章没有他们的正式官衔 。
中华人民共和国政府指控这次武装冲突是达赖喇嘛挑起的：因为中华人民共和国政府要废除原在西藏实行的封建农奴制，这将触犯到达赖喇嘛的个人利益。流亡藏人茨仁夏加则指出，西藏貴族、喇嘛們當天都在解放軍總部接受慇勤款待，不可能策動叛亂。
同年，西藏开始进行名为「西藏民主改革」的土地改革運動。1959年3月28日，中华人民共和国国务院总理周恩来签署国务院令，宣布解散西藏噶廈政府，由西藏自治区筹备委员会行使西藏政府职权，并在西藏实施民主改革，废除政教合一的封建农奴制。1965年9月，西藏自治区第一届人民代表大会第一次会议在拉萨召开，西藏自治区人民政府正式成立，阿沛·阿旺晋美当选为西藏自治区人民委员会主席。
中华人民共和国政府多次公开指责美国对这场骚乱负有重大责任。中华人民共和国政府认为，中华人民共和国成立之后，由于冷战的需要，美国中情局直接資助了第十四世达赖喇嘛的两个哥哥，也在1950至1959年之间，支持达赖喇嘛公开和中华人民共和国对抗和流亡国外，又联合英国向印度施加压力，使得印度同意接纳达赖喇嘛和流亡西藏政府。1950年代，美国中央情报局在位于美国科羅拉多州的赫尔营军事基地，秘密训练四水六岗卫教志愿军約250人，并于1957年至1961年间空投到西藏参战。流亡藏人達瓦諾布认为美國中央情報局的援助對四水六崗影響不大，四水六崗只收到過兩次空投的武器，多數武器是解放軍入藏後富起來的康巴商人花錢從印度買來，以及打開西藏的軍火庫得來:92。

## 國際反应
1959年9月，愛爾蘭等諸國在聯合國第十四屆大會上提案，譴責中国大陸摧毀西藏宗教之暴行，引起世界各國的支持，大會通過第1353號決議案：「申明大會對聯合國憲章及世界人權宣言原則之尊重，為發展法治為基礎之和平秩序所必須。促請中國尊重西藏人民之基本人權，及其特有之文化與宗教生活。」
1961年8月18日，馬來亞與泰國在聯合國第十六屆年會上，對於中国大陸繼續摧殘西藏人民之基本權利，提出：「譴責中国侵略西藏人民基本人權和壓制他們傳統上所有的特有文化和宗教生活習慣」案，指出：「中国這些事件侵犯聯合國憲章和世界人權宣言中規定的基本人權和自由，包括各國人民和各國的自決原則在內，並且使國際緊張局勢加劇，各國人民關係惡化等令人遺憾的後果。」1961年12月20日，聯合國第十六屆大會通過第1723號決議案：重申1959年10月21日聯合國第1353號決議案，呼吁停止剥夺西藏人民基本人权和自由的行为，包括停止剥夺西藏人民的民族自决权。
1965年，联合国大会第二十屆年會上以43票赞成，22票弃权，26票反对，通过第2079號決議案。决议呼吁停止一切剥夺西藏人民人权和基本自由的行为。

## 影响
3月10日被流亡在国外的藏人定为西藏人民起义日（也称为西藏抗暴纪念日、西藏抗暴日、西藏起义日）。同时，中华人民共和国政府也针锋相对地将每年的3月28日设为西藏百万农奴解放纪念日。
每年的三月份，中华人民共和国国内的一些憤怒的藏人也会发动游行、自焚等运动，例如1989年、2008年和2012年藏区先后发生过三次大规模抗議。每年的3月份，中华人民共和国政府会增加在西藏、青海等藏人聚居地区的警戒力度。（另外，每年的三月份还是中国大陸各地两会举办的时间，全国各地都会加强警戒力度。）

## 註解
1. ↑  藏人行政中央稱呼
2. ↑  中華民國稱呼[7]
3. ↑  中華人民共和國稱呼

## 引用
1. ↑  . Office of the Historian. January 26, 1968  [2016-05-08]. （原始内容存档于2020-11-11）.
2. ↑  Salopek, Paul. . Chicago Tribune. Chicago Tribune. January 26, 1997  [11 December 2018]. （原始内容存档于2021-02-24）.
3. ↑  Conboy, Kenneth J.; Morrison, James; Morrison, James. . Lawrence: University Press of Kansas. 2002  [11 December 2018]. （原始内容存档于2022-04-01）.
4. 1 2  . 中阿肯色大学.   [2021-08-22]. （原始内容存档于2018-09-13）.
5. ↑  Henry S. Bradsher. . Foreign Affairs. 1969, 47. JSTOR 20039413. The Dalai Lama has quoted Chinese documents as saying 87,000 Tibetans, not all guerrillas, were killed between the outbreak of the uprising and September 1960, when Chinese military pressure had reduced the guerrillas to small units.
6. ↑  劉曉原（2016年），第239页
7. ↑  朱鳳治; 鍾建剛. . 台北: 公視新聞網 PNN. 2022-03-02  [2023-09-19]. （原始内容存档于2023-10-14）.
8. ↑  Chen Jian, The Tibetan Rebellion of 1959 and China’s Changing Relations with India and the Soviet Union （页面存档备份，存于）, Cold War Studies at Harvard University
9. ↑  金中·坚赞平措. . 中国西藏网. 2000-10-22  [2019-05-14]. （原始内容存档于2019-08-21）.
10. ↑   . 维基文库.
11. 1 2  劉曉原（2016年），第241页
12. ↑  第十四世達賴喇嘛年表 （页面存档备份，存于） 第十四世達賴喇嘛官方網站（中文）
13. ↑  Gyatso, Tenzin, Dalai Lama XIV, interview, 1981-07-25
14. ↑  Goldstein, Melvyn C., A History of Modern Tibet, 1913-1951, University of California Press, 1989, pp812-813
15. ↑  . 北京: 中华人民共和国外交部. 2006  [2012-10-19]. （原始内容存档于2012-05-18）.
16. ↑  李江琳（2012年），第152页
17. ↑  毛泽东. . 中央文献出版社. 2001年. ISBN 978-7-80057-500-6.
18. ↑  . 2016年6月21日  [2023年10月19日]. （原始内容存档于2021年1月16日）.
19. ↑  . 2009年8月11日.
20. 1 2  十世班禅.  [七萬言書] (PDF). 1962年  [2017-10-18]. （原始内容 (PDF)存档于2015-06-11）.
21. 1 2  Dawa Norbu. . The China Quarterly (Cambridge University Press). 1979-03, (77). JSTOR 653090.
22. ↑  . 北京: 中国共产党中央委员会. 1960年  [2012-10-20]. （原始内容存档于2013-11-17）.
23. ↑  . 青海省: 中国共产党青海省委. 1981年.
24. ↑  《康定縣志》，頁192。
25. ↑  《丹巴縣志》，頁339。
26. ↑  《理塘县志》，页245。
27. ↑  跋熱·達瓦才仁. . . 雪域叢書. 台灣: 雪域出版社. 2012年3月10日: 页90–92. ISBN 9789868753518.
28. 1 2 3 4 5 6 7 8 9 10 11 12 13 14 15 16 17 18 19 20 21 22 23 24 25  李江琳 2012
29. ↑  李江琳（2012年），第79页
30. ↑  李江琳（2012年），第80页
31. ↑  見《甘孜州志》，頁50，《理塘縣志》，頁15，《甘孜軍事志》，頁188。
32. ↑  1956年4月9日，中共中央發出的〈關於四川省彝族和藏族地區反革命叛亂情況的通報〉中為「一萬三千餘人」。詳見《統戰政策文件匯編1-4冊》，頁1777-1781。
33. ↑  《甘孜藏族自治州軍事志》，頁188。
34. ↑  中國空軍綱，<空軍史一一蘭州軍區空軍歷史沿革〉（http://www.plaaf.net/html/33/n-21733.html）另見《甘孜軍事志》，頁188。投彈數量根據執行巴塘康寧寺轟炸的前圖4機組成員劉恆訓回憶文章〈川西平叛紀實〉（http://www.jnzx.gov.cn:8080/Html/81012006515170747-1.Html）中所記載的炸彈數量推算。
35. ↑  李江琳（2012年），第92-93页
36. 1 2  李江琳（2010年），第97-100页
37. 1 2  李江琳（2010年），第117-119页
38. 1 2  李江琳（2010年），第122页
39. ↑  李江琳（2010年），第119-121页
40. ↑  李江琳（2010年），第115、124、134页
41. ↑  . New York Times. 2016-08-14  [2018-11-27]. （原始内容存档于2018-11-27）.
42. 1 2  李江琳（2010年），第126页
43. ↑  李江琳（2010年），第139、144页
44. ↑  . : 366.
45. 1 2  吉柚权. . 西藏人民出版社. 1993年: 第92頁. ISBN 978-7-223-00561-6.
46. ↑  
. 西藏人民出版社. 1995年: 第23頁. ISBN 978-7-223-00883-9. 17日，叛乱武装继续向运输站射击，并向运输站的油库、碉堡发射炮弹30余发。该站民兵在忍无可忍、危及生命安全的情况下，还击了两炮。
47. ↑  西藏自治区党史资料征集委员会 (编). . 西藏人民出版社. 1995年: 第93頁. ISBN 9787223007986.
48. ↑  
《解放西藏史》编委会. . 中共党史出版社. 2008年. ISBN 978-7-80199-903-0.
49. 1 2  李江琳. . .   [2017-11-07]. ISBN 9789570836387. （原始内容存档于2017-11-07）.
50. ↑  . 人民日报. 1959年3月29日: 第1版.
51. ↑  杨尚昆. . 北京: 中央文献出版社. 2010.
52. 1 2  . 北京: 人民出版社. 1959  [2012-10-20]. （原始内容存档于2012-12-09）.
53. ↑  毛泽东. . 中共中央文献研究室. 1959-03-27  [2017-11-13]. （原始内容存档于2017-11-14）.
54. ↑  謝惟敏. . 看不见的西藏～唯色. 2011年3月7日  [2017年11月7日]. （原始内容存档于2019年1月28日）.
55. ↑  李江琳. . .   [2017-11-07]. ISBN 9789570836387. （原始内容存档于2017-11-08）.
56. ↑  流亡政府概況 （页面存档备份，存于） 達賴喇嘛西藏宗教基金會 官方網站
57. ↑  .   [2012-03-17]. （原始内容存档于2013-11-29）.
58. ↑  钟辰芳. . 美国之音. 2009-12-24  [2009-12-26]. （原始内容存档于2009-12-29）.
59. ↑  . 中国政府网. 2009年3月2日  [2019-01-29]. （原始内容存档于2018-07-17）.
60. ↑  謝惟敏. . 看不见的西藏～唯色. 2011年3月7日  [2017年11月7日]. （原始内容存档于2019年1月28日）.
61. ↑  . history.people.com.cn.   [2012-03-17]. （原始内容存档于2012-03-06）.
62. ↑  . .   [2016-05-08]. （原始内容存档于2020-11-11）.（英文）
63. ↑  . White Crane Films.   [2017-10-18]. （原始内容存档于2017-10-19）.（英文）
64. ↑  .   [2011-07-22]. （原始内容存档于2008-05-23）.（英文）
65. ↑  . 聯合國. 1353 (XIV),21 October 1959, Question of Tibet.   [2014-02-07]. （原始内容存档于2014-11-22）.（英文）
66. ↑  董樹藩，民國48年西藏反共抗暴後達賴喇嘛言行之研析，中華民國蒙藏委員會印，1986年3月版，第89頁
67. ↑  .   [2014-02-07]. （原始内容存档于2014-02-17）.
68. ↑   (PDF). 聯合國.   [2014-02-07]. （原始内容 (PDF)存档于2014-01-02）.（英文）
69. ↑  . 藏人行政中央.   [2014-06-18]. （原始内容存档于2014-08-10）.
70. ↑   (PDF). 聯合國.   [2014-06-18]. （原始内容 (PDF)存档于2013-10-13）.（英文）
71. ↑  . 德国之声. 2012-01-26  [2021-01-21]. （原始内容存档于2020-09-23）.